# Janus (Marvel Comics)
Janus es un personaje que aparece en los cómics estadounidenses publicados por Marvel Comics.

## Biografía del personaje ficticio
El Ángel Dorado era un espíritu posesivo que afirmaba ser un ángel, un mensajero y un guerrero de Dios. Se reveló que este ángel se le apareció a Drácula y frustró su voluntad en el pasado. Como ángel, luchó contra Drácula y predijo su muerte, aunque Drácula lo mató.
Drácula y su esposa Domini más tarde concibieron a través de medios místicos a través de un hechizo de Anton Lupeski. Un infante ha nacido en Boston, Massachusetts, y llamaron a este bebé Janus. Drácula engendró a este niño como parte de un plan para usar la Iglesia de Satanás para cumplir sus planes de dominación mundial. Lupeski disparó y mató accidentalmente al bebé durante un ataque por Quincy Harker, Rachel van Helsing, Frank Drake y Harold H. Harold sobre Drácula. Domini resucitó a Janus fusionándolo con el mismo Ángel Dorado que Drácula había encontrado años antes, devolviendo a Janus a la vida como un adulto. Sin embargo, Janus se convirtió en el oponente de Drácula y luchó contra Drácula para evitar que sus víctimas se convirtieran en vampiros. Junto a Drácula, Frank Drake y Topaz, Janus también luchó contra una criatura demoníaca. Durante el incidente de "Star Waaugh", Janus se asoció con Lectronn y Crimebuster (Moore) para tratar los escombros místicos relacionados con el incidente.
Cuando Quincy Harker había destruido temporalmente a Drácula, el ángel de oro poseedor abandonó el cuerpo de Janus. Janus regresó inmediatamente a Domini en su forma humana, como un bebé vivo.
Años más tarde, Janus fue secuestrado por orden del señor vampiro Varnae.
Durante la historia de "La maldición de los mutantes", Janus es traicionado por la Secta de las garras y entregado a su hermano Xarus (quien usurpó el título de su padre Drácula de Señor de los Vampiros). La líder de la Secta de la Sirena, Alyssa, secretamente le entrega un colgante que desvía la luz cuando escapa.

## Poderes y habilidades
Como un ángel enviado por las fuerzas del Cielo a la Tierra, Janus poseía una fuerza sobrehumana, poderes para controlar el clima e inmunidad a los poderes hipnóticos vampíricos de Drácula, además de ser capaz de romper su dominio hipnótico sobre los demás. Janus podía disparar rayos de fuerza de conmoción de sus ojos y absorber y repeler las energías lanzadas contra él, irradiar luz cegadora, colocar a las personas en estasis temporal, teletransportarse a sí mismo y a otros al menos miles de millas a través de la faz de la Tierra, crear imágenes ilusorias, y transformarse en un águila real, reteniendo alas en forma humanoide si lo desea. Janus podría causar dolor a Drácula con una simple mirada; parecía capaz de sobrevivir a la muerte física en forma astral antes de encarnar en un nuevo cuerpo. Qué atributos especiales podría tener el infante Janus como resultado de su parentesco vampiro no se revelan.